# Jakob Prandtauer
Jakob Prandtauer (kršten u Stanz bei Landeck u Tirolu, 16. srpnja 1660. – Sankt Pölten, 16. rujna 1726.), austrijski arhitekt i graditelj. 
Uz Fischera von Erlacha i Hildebrandta, najznačajniji predstavnik austrijske barokne arhitekture. Radio je uglavnom na sakralnoj samostanskoj arhitekturi.
Školovao se kao graditelj, odnosno zidar, kod H. G. Asama u Schnannu (Tirol). Do 19. godine već je radio kao klesar u Sankt Pöltenu. Od 1701. do kraja života radi na Benediktinskom samostanu Melk u Donjoj Austriji. Ondje je potpuno pregradio stariju crkvu te sve zgrade samostanskog kompleksa, jednog od najvećih uopće. Velika crkva s dvama tornjevima položena je navrh brijega te ju s obje strane zatvaraju samostanska krila. Unutrašnjost je bogato urešena mramornim i pozlaćenim ornamentima.
Iako je Melk njegovo najpoznatije ostvarenje, Prandtauer je također sagradio hodočasničku crkvu Sonntagberg (1706. – 28.) i samostan Garsten kraj Steyra (1703. – 08.). Obnovio je samostan St. Florian kraj Linza, preuzevši vođenje radova od arhitekta Carla Antonija Carlonea. Ondje je podigao veliko stubište i Mramornu dvoranu. Kasnije je radio na samostanima Kremsmuenster i Herzogenburg. 
Prandatuer je kao arhitekt bio angažiran u svim fazama izgradnje, od projektiranja do izvedbe, na što je značajno utjecalo njegovo školovanje kao zidara i kipara. Kada je 1726. umro, mnogi su njegovi projekti ostali nedovršeni. Njegov učenik, pomoćnik i rođak bio je znameniti arhitekt Josef Munggenast, koji je naslijedio njegovu radionicu i stil gradnje. 